# 民主网络
民主网络（帕皮阿门托语：RED Democratico）是阿鲁巴的一个政党，成立于2003年。该党奉行进步主义和绿色政治。该党的创始人是鲁迪·兰佩。该党的领袖是里卡多·克罗斯。该党是圣保罗论坛的成员。
该党公开宣称自己是阿鲁巴唯一支持LGBT权利和改革毒品政策的政党。该党还主张重要的政治决策必须经过公民投票同意才能执行。